# Sergey Ling
Sergey Stepanovich Ling (em bielorrusso:  Сяргей Сцяпанавіч Лінг, Syarhey Stsyapanavich Ling; em russo:  Сергей Степанович Линг; nascido em 7 de maio de 1937) é um político e agrónomo bielorrusso. Foi primeiro-ministro da Bielorrússia de 1996 a 2000 e Representante Permanente da Bielorrússia nas Nações Unidas (2000-2002).